# Ariquemes
Pour les articles homonymes, voir AQM.
Ariquemes est une ville brésilienne de l'est de l'État du Rondônia. Sa population était estimée à 86 924 habitants en 2006. La municipalité s'étend sur 4 427 km2.
Ariquemes possède un aéroport (code AITA : AQM).